# Peter Billinggren
Peter Billinggren, född 1670, död 1746, var en svensk borgmästare och riksdagsman.

## Biografi
Peter Billinggren föddes 1670. Han var son till rådmannen Anders Billinggren. Billinggren arbetade som borgmästare och postmästare i Skövde stad. Han var riksdagsledamot för borgarståndet i Skövde vid riksdagen 1719 och riksdagen 1723. Han avled 1746.

### Familj
Billinggren gifte sig första gången 1704 med Kristina Ek och andra gången 1720 med Lisa Bilmark.